# بیسو ام۳
بیسو ام۳ (انگلیسی: Bisu M3) یک ام‌پی‌وی ۷ سرنشینه با پیکربندی ۳-۲-۲ است که بوسیلهٔ شرکت بیسو تولید شده‌است. بیسو یک برند زیرمجموعه از شرکت چونگینگ بیسو، که زیرمجموعه جوینت ونچر Beiqi Yinxiang، یک سرمایه‌گذاری مشترک بین گروه خودروسازی پکن و گروه یینشیانگ است.

## بررسی
در خودروی بیسو ام۳ از پلت‌فرم هوانسو اچ۳ استفاده شده‌است. این خودرو در سال ۲۰۱۵ معرفی شد و در اواخر سال ۲۰۱۶ به بازار عرضه شد. قیمت این خودرو در زمان عرضه بسته به مدل از ۶۱٬۹۰۰ تا ۸۳٬۹۰۰ یوان متغیر بود.